# Juan Vilches
Juan Vilches (Alcalá de Henares, 1959) es abogado, profesor de derecho y novelista español.

## Biografía
Juan Antonio Pozo Vilches se licenció en Derecho por la Universidad Complutense de Madrid, y se doctoró en Derecho por la Universidad Autónoma de Madrid. Ha sido profesor de Derecho Civil en la Universidad Autónoma de Madrid, en la Universidad de Alcalá y en el Centro de Estudios Universitarios Luis Vives. En la actualidad imparte contratación pública en la Escuela de Práctica Jurídica de la Universidad Complutense de Madrid, y es jefe de la asesoría jurídica del Instituto Nacional de Técnica Aeroespacial.
Autor de tres libros de Derecho y de medio centenar de artículos profesionales,, ha escrito tres novelas ambientadas en la II Guerra Mundial. Ha colaborado en la revista La aventura de la Historia, y en 2008 obtuvo el primer premio en el concurso Poemas en la Noche de la Comunidad de Madrid.

## Obras

### Derecho
- El reconocimiento de la filiación. Sus requisitos complementarios. Madrid: Editorial Trivium; 1993. ISBN 84-7855-879-9
- El reconocimiento de hijo no matrimonial de mujer casada. Madrid: Editorial Trivium; 1993.  ISBN 978-84-7855-880-3
- Legislación básica aeroespacial. Madrid: Ediciones del Umbral; 2002.

### Narrativa
- La calle del olvido. Barcelona: Inédita Ediciones; 2008. ISBN 9788492400218  Finalista del Premio Fernando Lara de Novela en 2007.[9]
- Te prometo un imperio. Barcelona: Plaza & Janés; 2013. ISBN 9788401354663 Premio Ciudad de Cartagena de Novela Histórica 2013.[10]
- Largo invierno en París. Barcelona: Ediciones B; 2017. ISBN 978-84-666-6150-8
- Berta y las estrellas. Barcelona: Ediciones B; 2018. ISBN 9788466664035